# Stipagrostis obtusa
Stipagrostis obtusa är en gräsart som först beskrevs av Alire Raffeneau Delile, och fick sitt nu gällande namn av Christian Gottfried Daniel Nees von Esenbeck. Stipagrostis obtusa ingår i släktet Stipagrostis och familjen gräs. Inga underarter finns listade i Catalogue of Life.

## Bildgalleri

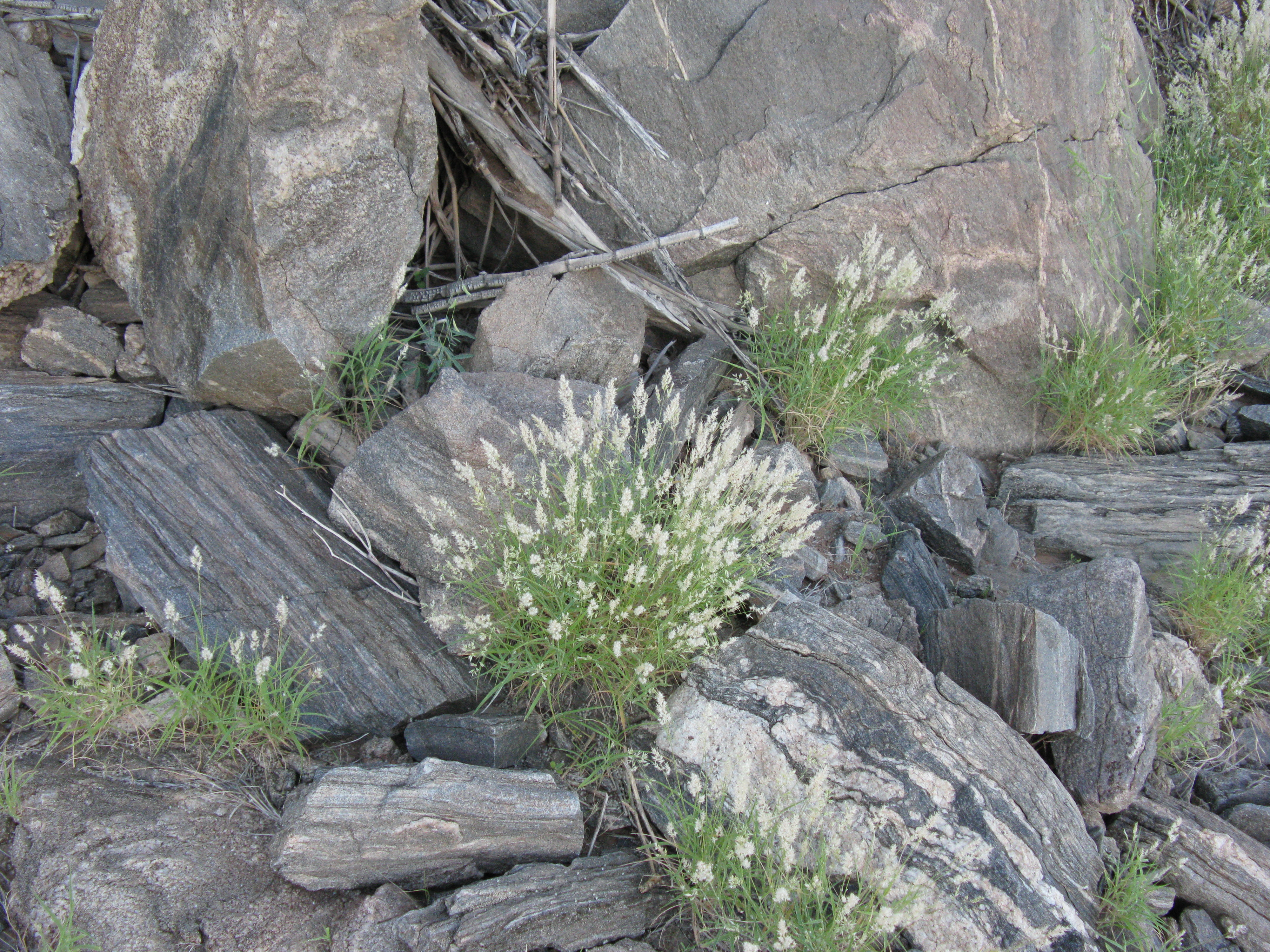
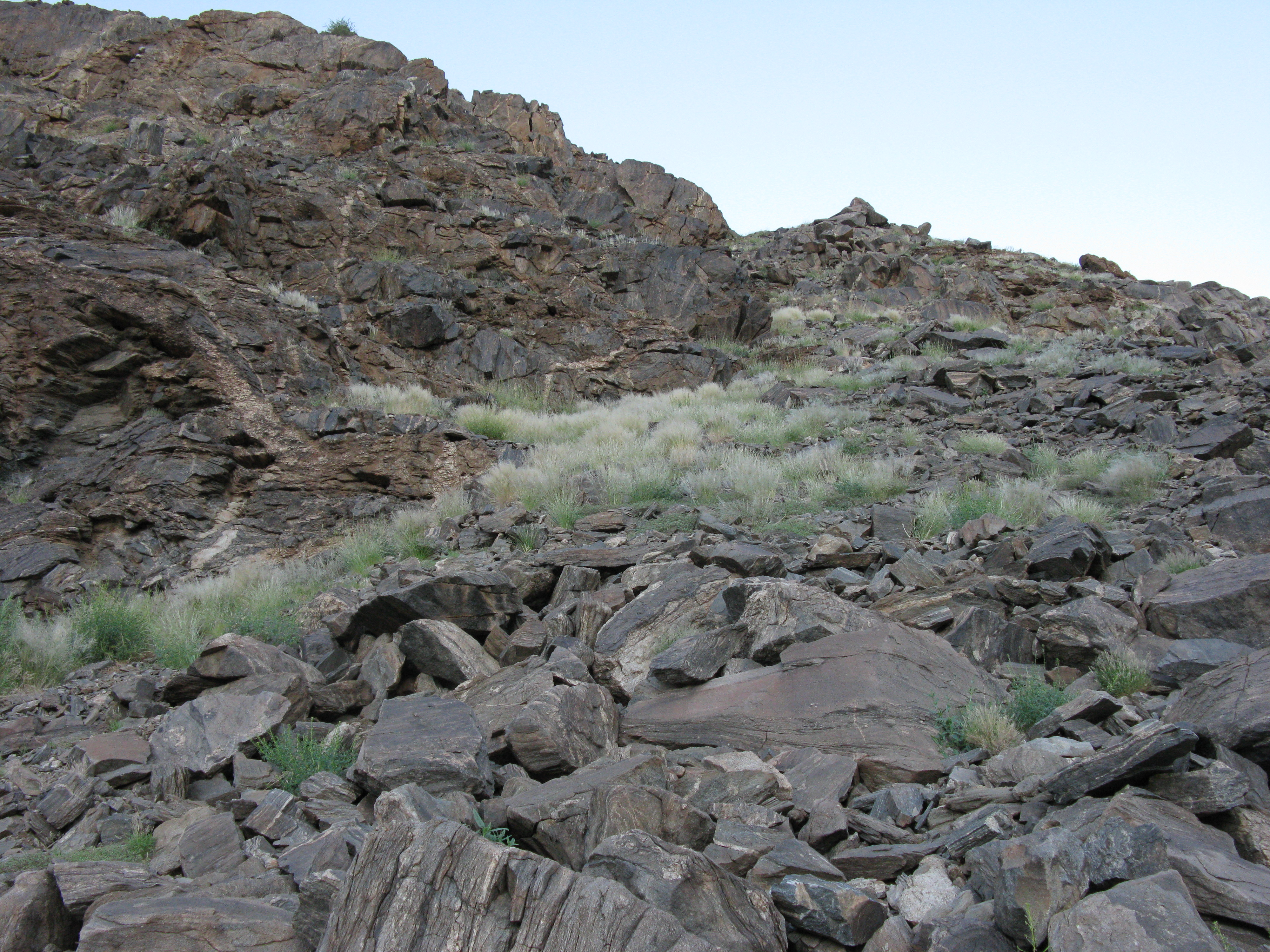